# خوان ماسنیک
خوان ماسنیک (اسپانیایی: Juan Masnik‎; ۲ مارس ۱۹۴۳ – ۲۳ فوریهٔ ۲۰۲۱) بازیکن و مربی فوتبال اهل اروگوئه بود.
از باشگاه‌هایی که در آن بازی کرده‌است می‌توان به باشگاه فوتبال ناسیونال، باشگاه فوتبال جیمناسیا لاپلاتا، و باشگاه فوتبال سرو اشاره کرد.
وی همچنین در تیم ملی فوتبال اروگوئه بازی کرده‌است.